# Йохан Георг II фон Анхалт-Десау
Йохан Георг II фон Анхалт-Десау (на немски: Johann Georg II von Anhalt-Dessau; * 17 ноември 1627 в Десау; † 7 август 1693 в Берлин) от род Аскани е от 1660 до 1693 г. управляващ княз на Анхалт-Десау.
Той е син на княз Йохан Казимир (1596–1660) и принцеса Агнес фон Хесен-Касел (1606–1650), дъщеря на ландграф Мориц фон Хесен-Касел.
През 1659 г. той се жени за Хенриета Катарина, дъщеря на принц Фредерик Хендрик Орански и става така зет на курфюрст Фридрих Вилхелм фон Бранденбург.
След смъртта на баща му на 15 юли 1660 г. той поема управлението на Анхалт-Десау.
Той започва да служи бранденбургската войска, през 1670 г. великият курфюрст го номинира на генерал-фелдмаршал и през юни 1672 г. във Виена сключва съюз между император Леополд I и Бранденбург. През 1675 г. участва в похода против Швеция.
Йохан Георг II е член на литературното общество Fruchtbringende Gesellschaft. Той умира на 7 август 1693 г. в Берлин. Неговият наследник е синът му Леополд I.

## Деца
Йохан Георг II се жени през 1659 г. за Хенриета Катарина фон Насау-Орания (* 10 февруари 1637, † 3 ноември 1708). От десетте му деца остават живи след него пет дъщери и неговият наследник Леополд I:
- Амалия Лудовика (*/† 1660)
- Хенриета Амалия (*/† 1662)
- Фридрих Казимир (1663 – 1665)
- Елизабет Албертина (1665 – 1706); ∞ 1686 Хайнрих херцог фон Саксония-Вайсенфелс-Барби (1657 – 1728), син на херцог Август фон Саксония-Вайсенфелс
- Хенриета Амалия (1666 – 1726); ∞ 1683 Хайнрих Казимир II княз фон Насау-Диц (1657 – 1696), син на княз Вилхелм Фридрих фон Насау-Диц
- Луиза София (1667 – 1678)
- Мария Елеонора (1671 – 1756); ∞ 1687 принц Ежи Юзеф Радзивил (1668 – 1689)
- Хенриета Агнес (1674 – 1729), неомъжена
- Леополд I (1676 – 1747), старият Десауерц, женен 1698 за Анна Луиза Фьозе (1677 – 1745)
- Йохана Шарлота (1682 – 1750); ∞ 1699 Филип Вилхелм маркграф фон Бранденбург-Шведт (1669 – 1711), син на курфюрст Фридрих Вилхелм фон Бранденбург